# Artur Heye

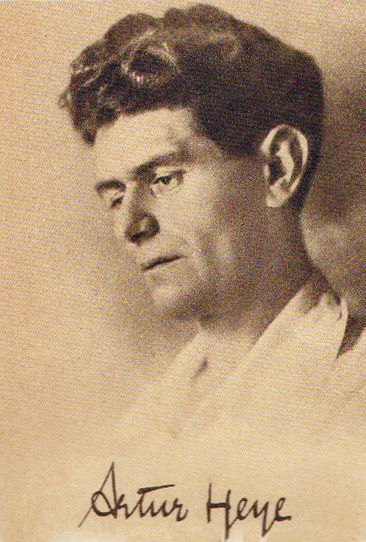
Artur Heye (um 1925)

Artur Heye (* 4. November 1885 in Lindenau bei Leipzig; † 1. November 1947 in Ascona) war ein deutscher Schriftsteller und Tierfotograf.

## Leben
Artur Heye entstammte dem Arbeitermilieu. Unehelich geboren, heiratete seine Mutter, als er vier Jahre alt war, einen Zimmermann. Dieser schlug sowohl seine Frau als auch den Stiefsohn. Artur, ein guter Schüler, trug nebenbei Zeitungen aus und stellte in einer Gastwirtschaft Kegel auf. Mit 14 Jahren verließ er, sowohl des Stiefvaters wegen als auch aus Abenteuerlust, das  Elternhaus und wollte, inspiriert durch die Lektüre von Abenteuerliteratur zur See fahren. Er schlug sich über Hamburg bis nach Antwerpen durch und heuerte ohne Papiere als Schiffsjunge auf dem US-amerikanischen Walfänger Luise Henriette an. Nach dessen Schiffbruch im April 1900 wurde Heye gerettet und blieb weitere drei Jahre bei der Seefahrt als Leichtmatrose und Heizer auf Seglern und Dampfschiffen. Danach trampte er, vier Jahre die verschiedensten Gelegenheitsjobs ausführend, durch die USA und Kanada.
Nach dem Tode  des Stiefvaters und wegen der Krankheit seiner Mutter kehrte er nach Leipzig zurück und verdingte sich auf dem Bau. Hier ermunterten ihn zwei Kollegen, seine Erlebnisse aufzuschreiben und zu Gustav Morgenstern (1867–1947), dem Feuilleton-Redakteur der Leipziger Volkszeitung zu übergeben, wo seine kurze Erzählung Im Güterwagen auch erschien. Morgenstern förderte seine Schreibtätigkeit. 
Nach dem Tode der Mutter ging Heye nach Ägypten, schloss sich von hier aus Beduinen an und bereiste schließlich Libyen, Syrien, Uganda und Ostafrika, wobei er zeitweise als Reiseschriftsteller tätig war und zahlreiche Tierfotografien anfertigte. Zu Beginn des Ersten Weltkriegs war er in Britisch-Ostafrika, ging aber nach Deutsch-Ostafrika, wo er als Freiwilliger in der deutschen Schutztruppe gegen die Briten kämpfte, bis er 1916 in Gefangenschaft geriet. Er kam in das indische Gefangenenlager in Ahmednagar, von wo er 1920, von Seuchen und Malaria gezeichnet, entlassen wurde. 
Nun erschienen in den 1920er Jahren in rascher Folge zahlreiche seiner Bücher, dennoch immer wieder von Reisen unterbrochen, so wiederum nach Ägypten aber auch nach Italien und in die Schweiz. Von 1925 bis 1926 war er an einem Filmprojekt in Ostafrika beteiligt.
1928 heiratete Heye seine Sekretärin Ruth Grundt (1904–1946). Zusammen unternahmen sie zwei Reisen, von 1929 bis 1930 nach Brasilien und von 1932 bis 1933 nach Alaska. Nach ihrer Rückkehr nahm das Ehepaar seinen Wohnsitz in Ascona in der Schweiz, was nicht zuletzt politisch begründet war, wie aus einem Schreiben von 1934 an den Reichsverband Deutscher Schriftsteller hervorgeht. Er wechselte auch vom Berliner Safari-Verlag zum Verlag  A. Müller, Zürich.
Im Oktober 1946 bekam Ruth Heye nach zwanzigjähriger Ehe eine Tochter und starb sechs Tage nach der Geburt. Artur Heye folgte ihr ein Jahr später.

## Rezeption
Heyes Reise- und Abenteuerbücher, die zumeist seine eigenen Erlebnisse beschreiben, waren zu seiner Zeit sehr erfolgreich. Die damalige Presse beurteilte mitunter seine Bücher als zu schlicht, lobte sie aber andererseits für die Lebendigkeit des Erzählens. Die Wiener Tageszeitung Freiheit! beschrieb am 21. März 1929 auf Seite 3 Heye als den „bestechendsten, lebendigsten Globetrotter der Feder, den man durch seine Bücher auch als Menschen lieb gewinnen muß.“ Heyes Bücher wurden in einige Sprachen übersetzt und waren auch über seinen Tod hinaus noch sehr erfolgreich.

## Werke
- Vitani, Verlag Grunow & Co., 1922
- Wanderer ohne Ziel, Safari-Verlag, Berlin 1922
- Graf Falk, Verlag Enßlin & Laiblin, Reutlingen 1925
- Angstsafari, Verlag Enßlin & Laiblin, Reutlingen 1925
- Trampfahrten, Verlag Herrcke & Lebeling, Stettin 1926
- Allah hu akbar, Safari-Verlag, Berlin 1926
- Unterwegs, Safari-Verlag, Berlin 1927
- Brennende Wildnis, Safari-Verlag, Berlin 1927
- Hatako, Safari-Verlag, Berlin 1927
- Pech, Safari-Verlag, Berlin 1927
- Unter afrikanischem Großwild, Safari-Verlag, Berlin 1927
- Meine Brüder, Safari-Verlag, Berlin 1928
- Wanderfahrten in Ägypten, Verlag H. Hillger, Berlin 1929
- Filmjagd auf Kolibris und Faultiere, Safari-Verlag, Berlin 1929
- Millionen am Amazonas Safari-Verlag, Berlin 1930
- Befreite Sklaven, Verlag Ensslin & Laiblin, Reutlingen 1931
- Tiere, wie ich sie sah, Safari-Verlag, Berlin 1933
- Im letzten Westen, Verlag A. Müller, Zürich 1939
- In Freiheit dressiert, Verlag A. Müller, Zürich 1940
- Allahs Garten, Verlag A. Müller, Zürich 1940
- Hinein nach Afrika, Verlag A. Müller, Zürich 1941
- Die Wildnis ruft, Verlag A. Müller, Zürich 1941
- Steppe im Sturm, Verlag A. Müller, Zürich 1942
- Ewige Wanderschaft, Verlag A. Müller, Zürich 1942
- Amazonasfahrt, Büchergilde Gutenberg, Zürich 1944
- Meine Brüder im stillen Busch, in Luft und Wasser, Büchergilde Gutenberg, Zürich 1945
- Hatako-Mariani, Verlag A. Müller, Zürich 1945